# 鍋島直映
鍋島 直映（なべしま なおみつ、1872年8月20日（明治5年7月17日） - 1943年（昭和18年）12月10日）は、旧佐賀藩鍋島家第12代当主。第11代藩主・直大の嫡男。正二位勲三等侯爵。夫人は黒田長知の次女・禎子。弟妹に南部信孝、鍋島直縄（旧肥前国鹿島藩主鍋島直彬養子・子爵）、朗子（前田利嗣継室）、伊都子（梨本宮守正王妃）、茂子（九条良政室のちに牧野忠篤継室）、信子（松平恆雄正室）、俊子（松平胖正室）、尚子（柳沢保承正室）。

## 生涯
1891年（明治24年）3月にイギリスに留学し、1898年（明治31年）12月にケンブリッジ大学を卒業する。1899年（明治32年）8月に帰国し、同年11月28日に禎子と結婚する。1904年（明治37年）、外務省嘱託となり大韓帝国および満洲に出張する。再び1906年に韓国に渡り、統監府より同地における農業調査を嘱託された。1915年（大正4年）、従三位となる。1921年（大正10年）7月11日、先代の直大の死去により家督相続・侯爵を襲爵し、貴族院侯爵議員に就任し火曜会に所属した。震災後は松濤にあった鍋島農場や屋敷地を解放し、被災者や外国人を積極的に入居させ、道会の松村介石を呼び神山町に教会を建てさせるなどし、以降この松濤は財界人や政府要人なども移り住んで高級住宅街となった。
1925年（大正14年）に正三位、1933年（昭和8年）に従二位となる。1936年（昭和11年）に勲四等瑞宝章を叙勲。1943年（昭和18年）、71歳で没す。家督は嫡男の直泰が継いだ。

## 人物
- 財団法人鍋島報效会（昭和15年8月20日）の創設者として、郷土の佐賀の文化振興や人材育成に力を注いだ。
- 明治天皇が「鍋島は神のような人柄だから」と評するほど信任が厚かった。

## 栄典
- 1887年（明治20年）12月24日 - 正五位[5]
- 1903年（明治36年）12月11日 - 正四位[6]
- 1915年（大正4年）12月20日 - 従三位[7]
- 1931年（昭和6年）5月1日 - 帝都復興記念章[8]

外国勲章佩用允許
- 1924年（大正13年）5月13日 - イタリア王国：クーロンヌ勲章（英語版）グランオフイシエー[9]
- 1925年（大正14年）4月13日 - ベルギー王国：クーロンヌ勲章（英語版）グランオフイシエー[10]
- 1934年（昭和9年）12月28日 - ベルギー王国：レオポール第二世勲章グランクロア[11]